# Cea (ort i Spanien, Kastilien och Leon, Provincia de León, lat 42,46, long -5,01)
Cea är en ort i Spanien.   Den ligger i provinsen Provincia de León och regionen Kastilien och Leon, i den norra delen av landet, 250 km norr om huvudstaden Madrid. Cea ligger 840 meter över havet och antalet invånare är 617.
Terrängen runt Cea är platt. Runt Cea är det glesbefolkat, med 16 invånare per kvadratkilometer. Närmaste större samhälle är Sahagún, 10,3 km söder om Cea. Trakten runt Cea består till största delen av jordbruksmark.